# Seohara
Seohara é uma cidade  no distrito de Bijnor, no estado indiano de Uttar Pradesh.

## Geografia
Seohara está localizada a 29° 13′ N, 78° 35′ L. Tem uma altitude média de 211 metros (692 pés).

## Demografia
Segundo o censo de 2001, Seohara tinha uma população de 43,985 habitantes. Os indivíduos do sexo masculino constituem 53% da população e os do sexo feminino 47%. Seohara tem uma taxa de literacia de 48%, inferior à média nacional de 59.5%: a literacia no sexo masculino é de 54% e no sexo feminino é de 42%. Em Seohara, 17% da população está abaixo dos 6 anos de idade.